# Загайново (селище, Троїцький район)
Зага́йново (рос. Загайново) — селище у складі Троїцького району Алтайського краю, Росія. Входить до складу Біловської сільської ради.

## Населення
Населення — 60 осіб (2010; 93 у 2002).
Національний склад (станом на 2002 рік):
- росіяни — 98 %